# Pedro José Frías (político salteño)
Pedro José Frías (Cachi, 12 de diciembre de 1854 - 13 de enero de 1909) fue un médico y político argentino, que ocupó el cargo de Gobernador de la provincia de Salta entre los años 1890 y 1893.

## Biografía
Era hijo del coronel Pedro José Frías. Se graduó de médico en la Universidad de Buenos Aires y ejerció su profesión en su provincia en su juventud. Fue elegido diputado nacional en 1882 y tres años más tarde actuó como integrante del Consejo de Nacional Higiene.
En 1886, durante una epidemia de cólera, integró la Junta Provincial de Sanidad junto a José Hilario Tedín y Sydney Tamayo. Actuó también durante una segunda epidemia, al año siguiente, obteniendo el reconocimiento con una medalla de plata por parte del gobierno provincial.
Desde 1887 fue catedrático de Historia Natural en el Colegio Nacional de Salta. Ese mismo año fue vicepresidente de la Convención Reformadora de la Constitución provincial. Ocupó también la vicepresidencia de la Municipalidad de la capital provincia, la presidencia del Banco de la Provincia de Salta y fue ministro de gobierno.
En 1890 fue elegido gobernador de la provincia.
Entre sus medidas más importantes figuran la sanción del Código de Procedimientos Penales; la organización de los Tribunales de la provincia; leyes ordenando los ingresos municipales y financiando la construcción de edificios escolares. Reglamentó las obligaciones para ser nombrado contador público. Reglamentó los aranceles de los jueces de paz y los escribanos públicos, y reorganizó y dio nuevo impulso al Departamento de Topografía y Estadística.
Aumentó las plazas y el equipamiento de las fuerzas policiales; reorganizó la cárcel provincial, dotándola de talleres de carpintería, herrería, sastrería y zapatería. Reglamentó normas de protección a los animales domésticos. Sancionó la ley orgánica del Banco Provincial de Salta. Durante su mandato fue creado el Departamento La Candelaria.
En orden educacional se establecieron escuelas en la capital, en Metán, Rosario de la Frontera, Campo Santo, Orán, Cafayate, Rosario de Lerma, Cerrillos, Cachi, La Candelaria, Molinos, Rivadavia y San Carlos.
Enfrentó dos conspiraciones en su contra, lejanamente relacionadas con las revoluciones dirigidas a nivel nacional por la Unión Cívica Radical. En ambos casos estas fueron vencidas, pero una vez iniciados los juicios por esos actos, sobreseyó a sus líderes.
Tras cumplir su mandato, ejerció como senador nacional y como diputado nacional. Posteriormente ejerció como cirujano del Regimiento 5.º de Caballería y director del Hospital Militar de Salta.
Falleció en su ciudad natal en enero de 1909.